# Antiga Casa da Rua Joaquim Murtinho
A Antiga Casa da Rua Joaquim Murtinho era um imóvel localizado na cidade de Cuiabá, Mato Grosso. O edifício foi construído em 1932 tendo sido, na época, a sede do Cônsul do Paraguai e sede de grandes festas da sociedade cuiabana. Em 1950, uma família japonesa o comprou. A casa possuía 242 m² de área construída em um terreno de 1 600 m². Seus imóveis e arquitetura eram registros do período, não tendo sido grandemente alterados ao passar dos anos. Foi demolida em data não especificada, embora fosse patrimônio da cidade.